# Dolmen de la Cham
Le dolmen de la Cham est un dolmen situé sur le causse de Sauveterre, sur le territoire de la commune de Laval-du-Tarn, dans le département de la Lozère en France.

## Historique
Le dolmen a été restauré en 1983 par Gilbert Fages.

## Description
Le dolmen est inséré dans un tumulus circulaire de 11 m de diamètre. C'est un dolmen avec un couloir coudé (angle légèrement supérieur à 90°) ouvrant au sud-est. La chambre mesure 2,20 m de long sur 1,27 m de large, elle est orientée à l'est. Elle est délimitée par deux orthostates et une dalle de chevet.La table de couverture mesurait à l'origine 4,76 m de long sur 1,80 m de large et 0,32 m d'épaisseur, son poids est estimé à 7,5 tonnes. Elle a été brisée en deux parties lors d'une fouille clandestine au XIXe siècle. La restauration de 1983 a permis de dégager, au fond de la chambre, un pavage soigneusement assemblé.

## Mobilier archéologique
Le dolmen avait été pillé de longue date mais lors de sa restauration, un petit mobilier a été découvert dans les interstices du pavage du sol de la chambre : fragment d'une urne à fond creux, fragment d'un gobelet et fragment d'un petit bracelet en lignite. L'ensemble a été attribué à une réutilisation du dolmen à l'Âge du fer,.